# 武昌王妃吐谷浑氏
武昌王妃吐谷浑氏（？—528年），北魏女性人物，吐谷浑王族，吐谷浑王拾寅曾孙女。
魏孝文帝延兴四年（474年），她的祖父费斗斤受命入侍北魏，于是留居平城（今山西省大同市）封永安王。父亲吐谷浑仁袭爵，并和北魏东阳王元丕联姻，吐谷浑氏为元丕外孙女。吐谷浑氏嫁给北魏宗室武昌王元鉴为武昌王妃。元鉴是魏道武帝玄孙，河南王拓跋曜曾孙，武昌王拓跋提之孙，武昌王拓跋平原之子。建义元年（528年）七月三日，武昌王妃在崇让里私人住宅中去世，与元鉴合葬。